# Campylostelium strictum
Campylostelium strictum là một loài rêu trong họ Ptychomitriaceae. Loài này được Solms mô tả khoa học đầu tiên năm 1868.